# Tau3 Serpentis
Tau3 Serpentis (τ3 Serpentis, förkortat Tau3 Ser, τ3 Ser) som är stjärnans Bayerbeteckning, är en ensam stjärna belägen i den mellersta delen av stjärnbilden Ormen, i den del som representerar ”ormens huvud” (Serpens Caput). Den har en skenbar magnitud på 6,11 och är svagt synlig för blotta ögat där ljusföroreningar ej förekommer. Baserat på parallaxmätning inom Hipparcosuppdraget på ca 7,9 mas, beräknas den befinna sig på ett avstånd på ca 410 ljusår (ca 130 parsek) från solen.

## Egenskaper
Tau3 Serpentis är en vit till gul jättestjärna av spektralklass G8 III. Den har en radie som är ca 9 gånger större än solens och utsänder från dess fotosfär ca 57 gånger mera energi än solen vid en effektiv temperatur på ca 4 900[a] K.